# Aparapoderus
Aparapoderus es un género de coleópteros curculionoideos de la familia Attelabidae. Legalov describió el género en 2007. Esta es la lista de especies que lo componen:
- Aparapoderus ghesquieri Voss, 1939l
- Aparapoderus testaceus Voss, 1926
- Aparapoderus thoracalis Legalov, 2007